# Pokhara
Pokhara (Nepali पोखरा Pokharā) ist eine Stadt in Nepal ca. 200 km westlich von Kathmandu, ziemlich genau im geografischen Mittelpunkt des Landes, mit Stadtrecht 2. Ordnung.
Im Süden grenzt sie an den Phewa-See (4,4 km², knapp 800 m ü. NN, den zweitgrößten See Nepals), im Norden an den südlichen Ausläufer des Annapurnamassives bei ca. 1000 m ü. NN. Mit 313.841 Einwohnern (2011) ist Pokhara die zweitgrößte Stadt des Landes. Sie ist Verwaltungssitz des Kaski-Distriktes.

## Geografie und Klima
Aufgrund der hohen Bevölkerungsdichte und der Häufigkeit von Naturkatastrophen gilt Westnepal als eine der katastrophenanfälligsten Regionen der Welt. Wobei Pokhara als besonders anfällig für Erdbeben und Überschwemmungen gilt, weil der Fluss Seti Gandaki durch die Stadt fließt. Zu den stärksten Beben der Region werden beispielsweise die Erdbeben in Nepal 2015 gezählt.
Das Pokharatal entstand durch eine Aufweitung des Setitales, dessen nordwestliches Ende die Stadt einnimmt. Der Talboden ist relativ flach und sehr fruchtbar. In ihn haben sich Seti Gandaki und die zahlreichen Seitenflüsse tiefe Schluchten eingegraben, die nur aus der Luft oder von Aussichtspunkten sichtbar sind. Im Pokharatal gibt es eine weitere Stadt, die sich erst in jüngerer Zeit als Vorort von Pokhara entwickelt hat, Lekhnath. Sie ist relativ weit verstreut, nimmt fast das ganze übrige Pokharatal ein und hat kein eigentliches Zentrum.
Vom südlichen Stadtrand und von den umliegenden Bergen aus bietet sich eine außergewöhnliche Aussicht auf den nahen Himalaja-Hauptkamm mit den drei Achttausendern (Dhaulagiri, Annapurna und Manaslu) sowie zu dem zum Annapurnamassiv gehörenden „Matterhorn des Himalaja“, den das Stadtbild beherrschenden Machapuchhre (Nepali-Schreibweise: maachhaapuchchhare o. maachhaapuchchhre („Fischschwanz“)) mit knapp 7000 m. Diesen Namen trägt der Berg wegen seiner kleinen Doppelspitze, die allerdings von der Stadt aus nicht zu erkennen ist.
Der Phewa-See wurde durch Aufstauung etwas vergrößert, hat eine Fläche von 4,4 km² und ist durch den hohen Sedimentgehalt der Zuflüsse stark von Verlandung bedroht. Das Stauwehr dient einem kleinen Wasserkraftwerk, das sich in der fast 100 m tiefer liegenden Seitenschlucht des Seti Gandaki südlich des Sees befindet, zur Stromerzeugung. Außerdem wird vom See Wasser zur landwirtschaftlichen Bewässerung im Pokharatal abgeleitet. Im See wird auch Fischzucht betrieben. In der Nähe des Damms und am See befinden sich die meisten Hotels und Touristenunterkünfte (Lakeside und Damside).
Im Pokharatal unweit der Stadt gibt es eine ganze Reihe weiterer Seen. Einige davon sind stark oder fast völlig verlandet. Die bekannteren größeren Seen sind der Begnas Tal und der Rupakot Tal, etwa 10 km östlich vom Zentrum der Stadt. Auch im Begnas wird in größerem Umfang Fischzucht betrieben. Keiner der Seen ist zum Baden geeignet, zumal es keine Strände oder geeignete Zugangsmöglichkeiten gibt. Es ist jedoch möglich, Ruderboote zu mieten.
Nirgendwo sonst steigt der Himalaya so jäh von 1000 m auf 8000 m an. Dieser krasse Gegensatz sorgt im Monsun für die annähernd höchste Niederschlagsmenge des Landes. Selbst innerhalb des Stadtgebietes ist bezüglich der Niederschlagsmenge ein Unterschied zwischen dem Süden und dem Norden der Stadt bemerkbar. Das Klima im Pokharatal ist subtropisch; bedingt durch die Höhenlage sind die Sommer jedoch nicht so heiß, mit Temperaturen von 30–35°, und die Winter sind mild und frostfrei.
|                        | Jan  | Feb  | Mär  | Apr  | Mai  | Jun  | Jul | Aug  | Sep  | Okt  | Nov  | Dez  |   |      |
| Mittl. Temperatur (°C) | 13,4 | 15,7 | 19,8 | 22,8 | 24,3 | 25,8 | 26  | 26,1 | 25,1 | 22,1 | 18   | 14,4 | ⌀ | 21,1 |
| Mittl. Tagesmax. (°C)  | 19,7 | 22,2 | 26,7 | 29,8 | 30,1 | 30,6 | 30  | 30,2 | 29,3 | 27,5 | 24,1 | 20,7 | ⌀ | 26,8 |
| Mittl. Tagesmin. (°C)  | 7,1  | 9,2  | 12,8 | 15,7 | 18,4 | 20,9 | 22  | 22   | 20,8 | 16,7 | 11,9 | 8    | ⌀ | 15,5 |
|                        |      |      |      |      |      |      |     |      |      |      |      |      |   |      |
| Niederschlag (mm)      | 23   | 35   | 60   | 128  | 359  | 669  | 940 | 866  | 641  | 140  | 18   | 22   | Σ | 3901 |

| 7,1 |

| 9,2 |

| 12,8 |

| 15,7 |

| 18,4 |

| 20,9 |

| 22 |

| 22 |

| 20,8 |

| 16,7 |

| 11,9 |

| 8 |

| 7,1 |

| 9,2 |

| 12,8 |

| 15,7 |

| 18,4 |

| 20,9 |

| 22 |

| 22 |

| 20,8 |

| 16,7 |

| 11,9 |

| 8 |

## Geschichte
Vor dem chinesischen Einmarsch in Tibet war Pokhara ein wichtiger Umschlagsort im Handel zwischen Tibet und Indien. Bis Ende der 1960er Jahre war die Stadt nur zu Fuß erreichbar und noch geheimnisumwobener als Kathmandu. Die erste Straßenverbindung wurde 1968 fertiggestellt. Danach entwickelte sich die Stadt, die zwischen Sarangkot und Seti eingekeilt war, in Richtung See, wo ein Touristengebiet entstand, und über den Seti nach Osten. Heute hat sie eine Ausdehnung von über 8 km in Nord-Süd-Richtung und ca. 6 km von Ost nach West.
2014 wurden eine Reihe benachbarter Village Development Committees eingemeindet. Diese waren Arba Vijaya, Armala, Hemja, Kahun, Kristinachnechaur, Lamachaur, Nirmalpokhari, Pumdibhumdi, Sarangkot und Valam.

## Einwohner
Bei der Volkszählung 2011 hatte Pokhara 255.465 Einwohner. Durch die mittlerweile eingemeindeten VDCs erhöhte sich die Einwohnerzahl auf 313.841 (davon 152.651 männlich) in 82.870 Haushalten.
Bei einer Stadtfläche von 225,7 km² beträgt die Bevölkerungsdichte somit 1390 Einwohner pro Quadratkilometer.
Fest zum Stadtbild gehören tibetische Flüchtlinge, die bereits in der dritten Generation in drei Lagern in Pokhara leben: Tashiling im Süden, Tashipalkhel im Norden und Paljorling im Zentrum. Diese haben sich mit den Jahren zu geplanten Siedlungen entwickelt. Besonders Tashiling in der Nähe des Patale Chhango-Wasserfalles ist mit seinen Verkaufsständen auf Tourismus ausgerichtet, aber auch die Klöster sind besuchenswert.

### Bevölkerungsentwicklung der Agglomeration laut UN
| Jahr | Einwohnerzahl |
| ---- | ------------- |
| 1950 | 5.000         |
| 1960 | 9.000         |
| 1970 | 19.000        |
| 1980 | 43.000        |
| 1990 | 89.000        |
| 2000 | 149.000       |
| 2010 | 252.000       |
| 2017 | 364.000       |

## Infrastruktur

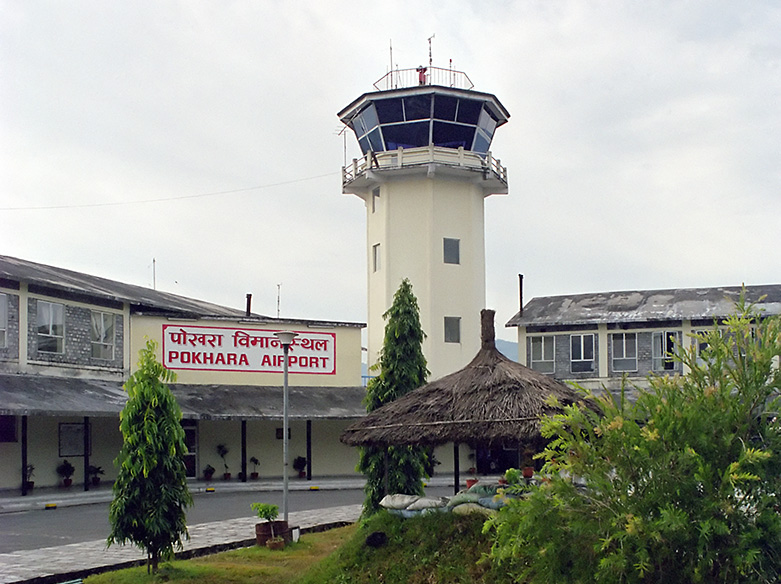
Pokhara Airport

In der Stadt gibt es eine Reihe von Zweigstellen der Tribhuvan-Universität in Kathmandu: Den Engineering Campus, den Forestry Campus, das Institute of Medical Science und den Prithvi Narayan Campus. Weitere wichtige Bildungseinrichtungen der Stadt sind der Pokhara Multiple Campus, der Kanya Campus, das Manipal Medical College, das Urban Training Development Centre und das Tourism Training Centre.
Medizinische Einrichtungen sind das Gandaki Western Regional Hospital, das Himalayan Eye Hospital (1984 von der Eye Care Foundation gegründet), das Leprosy Hospital, das TBC Hospital und seit wenigen Jahren das große Manipal Teaching Hospital mit westlichem Standard.
Auch das Militär ist in Pokhara stark präsent: Im Norden der Stadt befindet sich eine Gurkha-Kaserne der Britischen Armee; des Weiteren gibt es eine Kaserne der Nepali-Armee und ein großes Indian Army Pension Camp.
Der alte Flughafen Pokhara liegt mitten in der Stadt. Von hier aus gab es zahlreiche Verbindungen nach Kathmandu (Flugzeit ca. 30 Minuten) sowie nach Jomsom und Manang (saisonal). Am südöstlichen Stadtrand wurde 2012 mit dem Bau des neuen  Internationalen Flughafens begonnen, der am 1. Januar 2023 eröffnet wurde und weitgehend den alten ersetzt.
Im Januar 2023 stürzte im Stadtgebiet von Pokhara Flug 691 der Yeti Airlines ab. Es gab keine Überlebenden.
Es gibt zwei Busbahnhöfe: im Süden nahe Pritvi Chok und im Norden an der Baglung Road. Überregionale Busverbindungen führen nach Baglung, Beni, Tansen, Butwal, Kathmandu und (Touristenbusse) Chitwan.

## Sehenswürdigkeiten

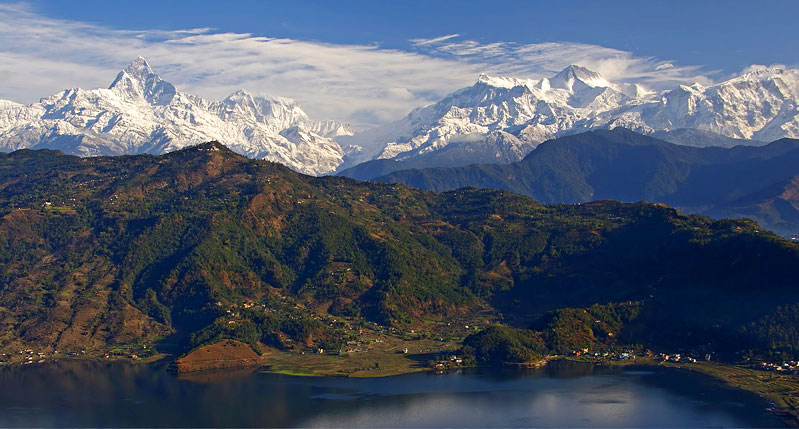
Phewa-See mit Blick auf den Annapurna Himal – links der Machapuchare, in der Mitte der rechten Bildhälfte die Annapurna II

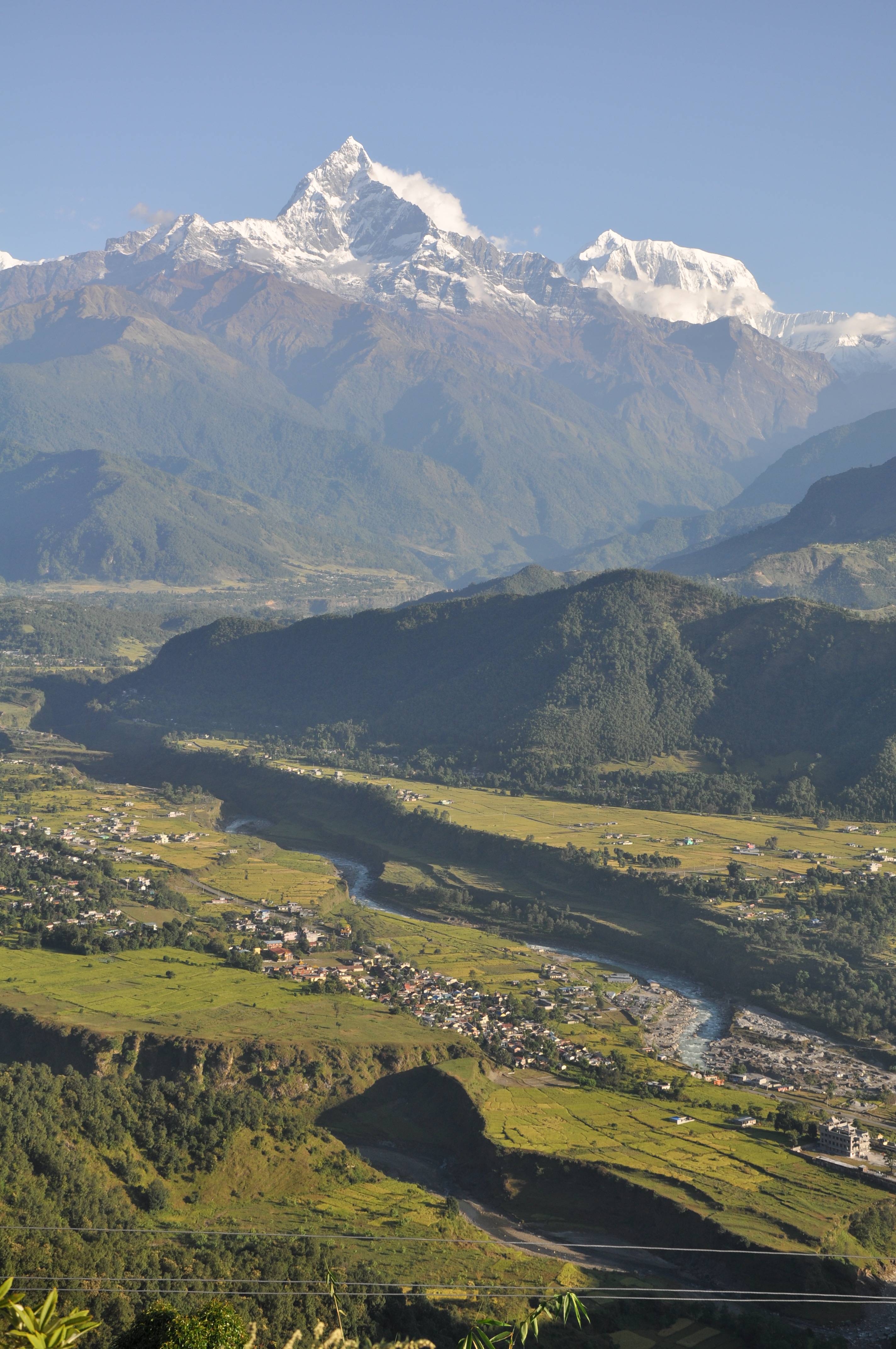
Machapuchare von Sarangkot aus gesehen

Fast die Hälfte aller heutigen Nepaltouristen besucht Pokhara. Die Stadt ist Ausgangspunkt für Trekking-Touren um das Annapurna-Massiv, zum Annapurna-Basis-Lager, nach Mustang und zu den Himalaja-Vorbergen rund um Pokhara.

### Stadtgebiet
Pokhara ist eine relativ moderne Stadt und hat an sich nur wenige bauliche Sehenswürdigkeiten zu bieten. Am interessantesten im Stadtgebiet ist die Altstadt im Norden (Purano Bazar, Bagar), wo noch viele alte Handelshäuser im Newari-Stil erhalten sind. Dort treffen auch ab und zu noch Karawanen aus Mustang ein. Auf einem Bergrücken an der Südseite des Phewa-Sees befindet sich die moderne Friedens-Stupa (1113 m ü. NN), von der sich ein schöner Rundblick über See, Stadt und Bergwelt bietet. Sehenswürdige Tempel im älteren Teil der Stadt sind auch der Bindhyabasini Mandir im alten Basar und der Bhimsen Mandir mit erotischen Schnitzereien; dann gibt es noch den Varahi Mandir auf einer kleinen Insel im Phewa-See. Am See, nicht einsehbar im Touristengebiet, befindet sich auch die Sommerresidenz des Königshauses. Das heutige Stadtzentrum befindet sich auf etwa halbem Wege zwischen dem See und der Altstadt.
Einen Ausflug wert ist auch eine Wanderung oder Fahrt hinauf zum knapp 1600 m hohen Sarangkot, dem „Hausberg“ der Stadt, von dem sich eine atemberaubende Aussicht auf das Annapurnamassiv bietet.
Das moderne Stadtzentrum befindet sich an der Chiple Dhunga und am Bhimsen Chok (Mahendrapul). Erstere kann man als die Hauptgeschäftsstraße bezeichnen, obwohl es einige weitere Geschäftsstraßen in anderen Teilen der Stadt gibt. Aber hier findet sich eine Mischung aller Geschäfte und Dienstleistungen, die man mit einem Zentrum verbindet. Der Name „chiple dhunga“ bedeutet „glatter Stein“ und rührt von einem auffälligen glatten Felsen, den man an einer Straßenseite beim Bau der Straße belassen hat. Der Bhimsen Chok (früher Mahendrapul) wird von der Querstraße am östlichen Ende der Chiple Dhunga gebildet. Der Name Mahendrapul kommt von der nahe gelegenen Brücke (pul) über die in der Tiefe versteckt gelegene Setischlucht.
Neben diesem Hauptzentrum gibt es in verschiedenen Stadtteilen noch kleinere Zentren: im Norden im Stadtteil Bagar, im Süden zwischen Pritwi Chok und Srijana Chok, wo sich die Geschäfte eher auf „Hardware“ (Metallwaren) spezialisieren und im Osten, auf der anderen Setiseite in Ram Bazar.

### Seegebiet
Das Touristengebiet entstand entlang des Phewa-Sees (Lakeside und Damside) in den Stadtteilen Baidam und Pardi. Ursprünglich einige Kilometer abseits der Stadt gelegen, sind sie zwischenzeitlich mit ihr verschmolzen. Die Entwicklung erfolgte unplanmäßig und trotz eines Bauverbotes in der Uferzone bzw. an der Südseite der Uferstraße hat sich eine Touristenmeile mit kleinen Hotels, Pensionen, Restaurants, Diskos, Bars, Tand u. Andenken, Wechselstuben und Banken entwickelt. Es gibt auch einige kleine Supermärkte für Touristen und Gebraucht-Buchläden. Die Sicht auf den See ist bis auf wenige Stellen versperrt, mittlerweile wird die Bebauung auch schon zweigeschossig. Es herrscht ein Kunterbunt an Werbeschildern in vielen Sprachen. Vom Berg herunter betrachtet ist Lakeside die am hellsten erleuchtete Straße der Stadt.

### Landschaft

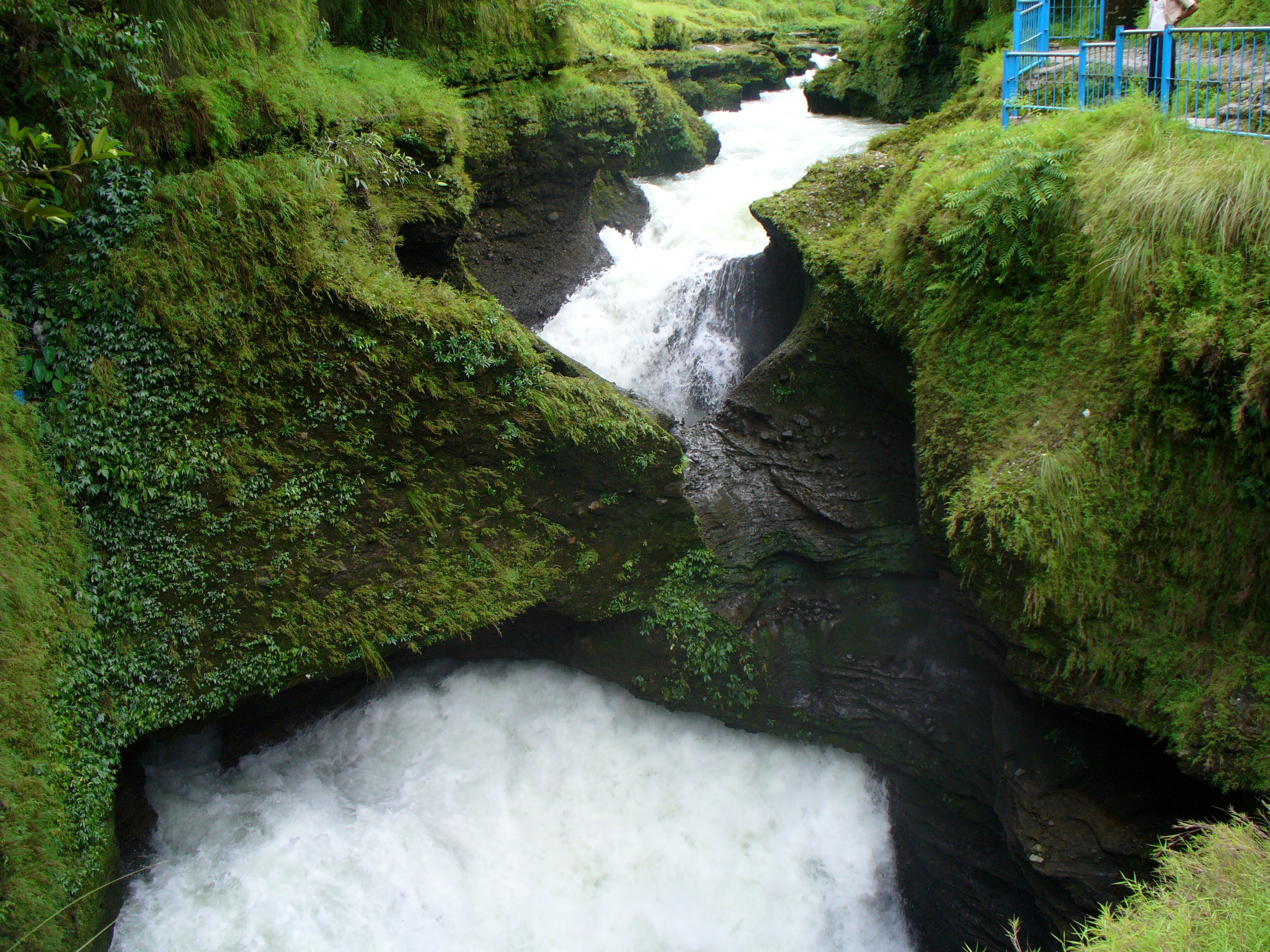
Patale Chhango (Devi Falls) vor dem Verschwinden des Wassers

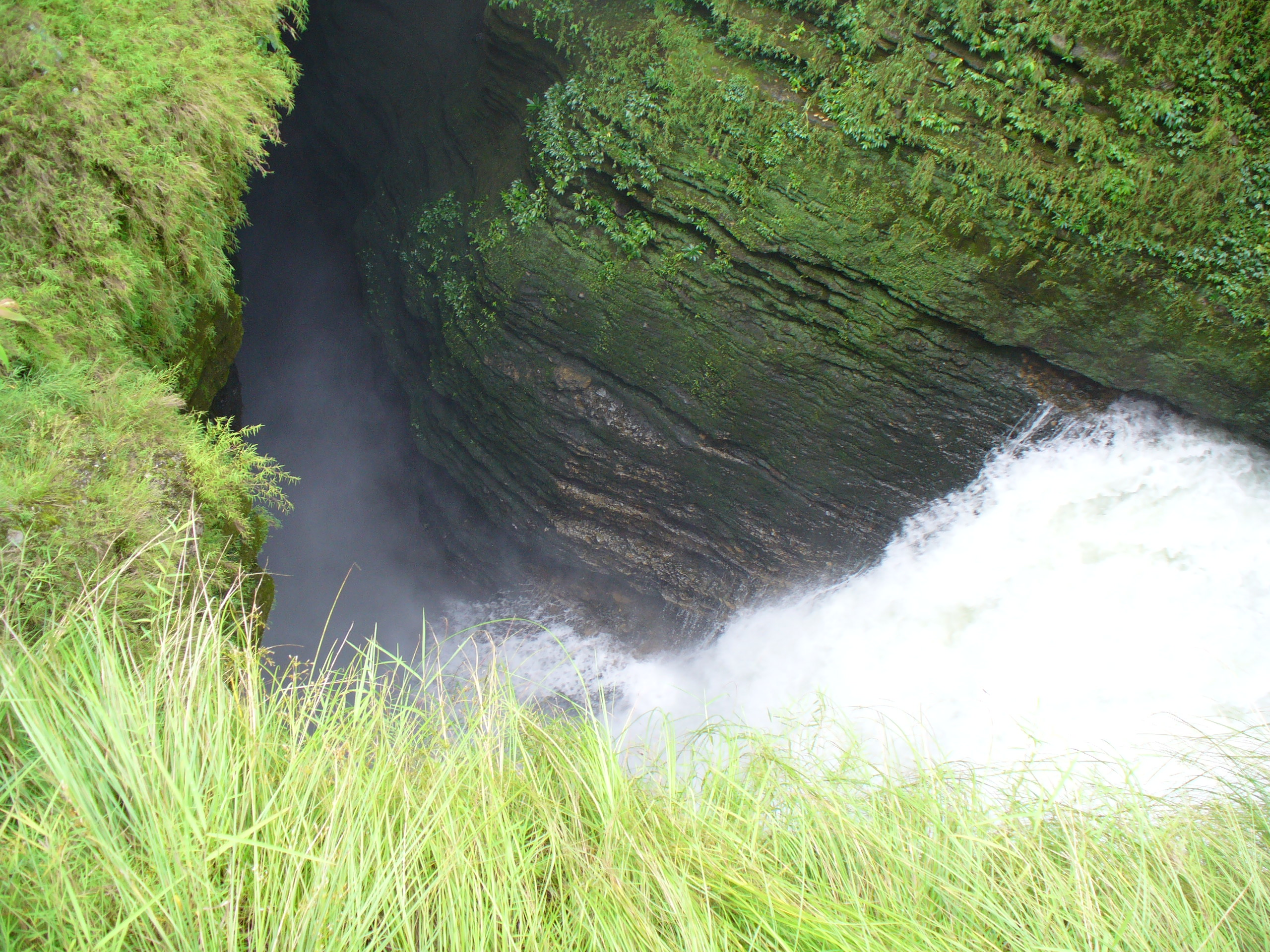
In diesem Loch verschwindet das Wasser zunächst, um 500 Meter weiter wieder ans Tageslicht zu treten

Den Mangel an baulichen Sehenswürdigkeiten gleicht Pokhara durch naturgewaltige Szenarien aus, von denen die wenigsten auf Karten vermerkt sind. Durch die Stadt zieht sich die tiefe Schlucht des Seti Gandaki („Weißer Gandaki“), die abschnittsweise nur wenige Meter breit und dafür an die 100 m tief, dann aber in der Stadtmitte so breit ist, dass sie wie ein Krater aussieht. Ein besonderes Schauspiel bietet dieser Fluss im Monsun, wenn er im Norden der Stadt, hinter dem INF-Kampus, in einer hohen Felsspalte verschwindet. Etwa 500 m weiter kommt er wieder zum Vorschein. Ein besonders guter Ausblick auf die Schluchtenlandschaft ergibt sich von der gegenüberliegenden Flussseite, am Fuße des Kahu Danda (Berg); Hängebrücken und Fußwege führen dorthin. Einsichten in übrige Abschnitte der Schlucht sind nur an wenigen Stellen möglich, aber die Suche danach lohnt sich. Im Süden der Stadt weitet sich die Setischlucht zu einem Canyon aus, der sich bis zum Ende des Pokharatales hinzieht.
Ein weiteres Naturschauspiel bietet das Wasser am Abfluss des Phewa Sees, dem Pardi Khola. An der Kreuzung dieses Flusses mit der Ausfallstraße nach Tansen gibt es einen sehenswerten Wasserfall, den Patale Chhango (Höllenfälle), für die Touristen auch Devi’s Falls oder David’s Falls genannt, weil dort nach dem Volksmund eine Person dieses Namens verschwunden sein soll.
Das besondere an diesem Wasserfall ist, dass der ganze Fluss in ein Loch hinabstürzt und verschwindet. Der Fluss tritt erst einige hundert Meter südlich wieder hervor. Auf der gegenüber liegenden Straßenseite befindet sich die Gupteshwor Höhle, die besichtigt werden kann. Mit Mahendra Cave, Bat Cave und Kumari Cave liegt ein weiteres Höhlensystem am genau entgegengesetzten nördlichen Ende der Stadt. Der nördlichste Stadtteil von Pokhara, Batulechaur, ist bekannt für die Musikerkaste der Gains.

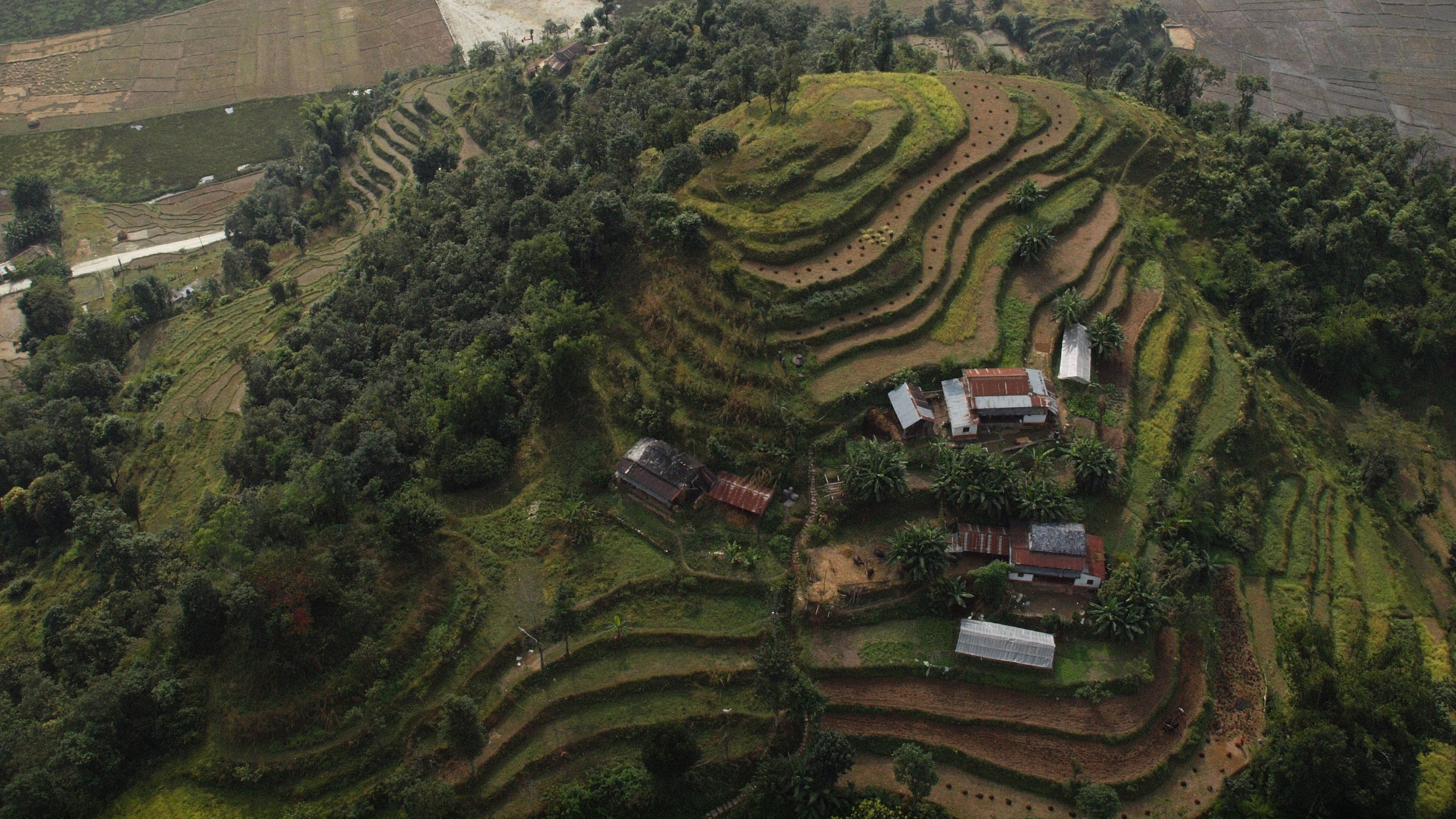
Terrassenlandwirtschaft 3 km nordwestlich Pokhara (Luftaufnahme)

## Persönlichkeiten
- Khagendra Thapa Magar (1992–2020), Oktober 2010 bis 12. Juni 2011[7] kleinster Mann der Welt, lebte in Pokhara.